# Walter Breisky
Walter Breisky (ur. 8 lipca 1871 w Bernie, zm. 25 września 1944 w Klosterneuburgu) − austriacki polityk, kanclerz.

## Życiorys
Był politykiem Austriackiej Partii Chrześcijańsko-Społecznej i od 20 listopada 1920 do 31 maja 1922 był wicekanclerzem w rządach kanclerzy Mayra i Schobera. W dniach 26-27 stycznia 1922 był kanclerzem Austrii i ministrem spraw zagranicznych. Od 1923 do 1931 był prezydentem federalnego Urzędu Statystycznego Austrii (STAT).